# Ziekte van Mondor

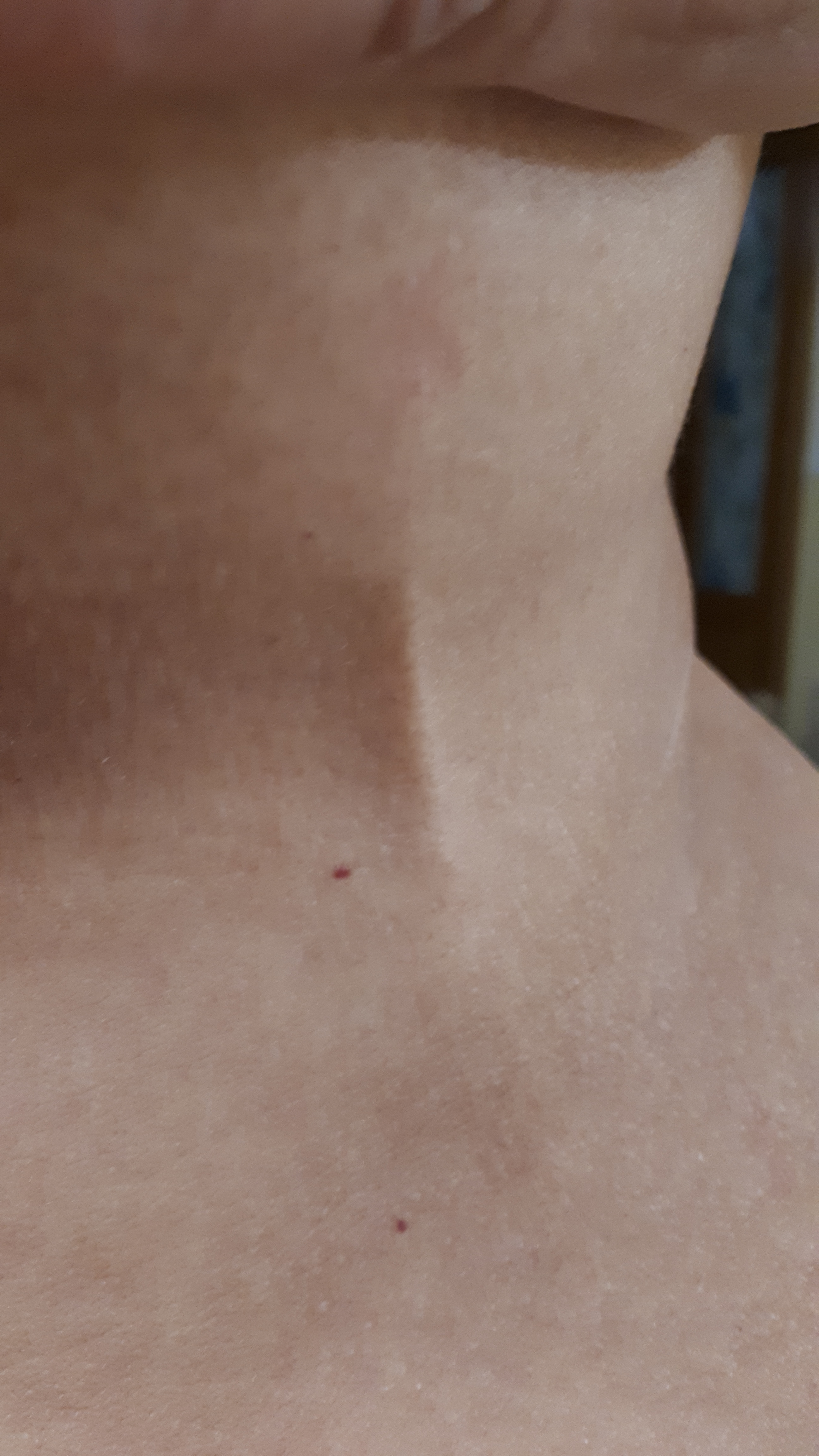
Ziekte van Mondor

De ziekte van Mondor is een zeldzame aandoening waarbij er sprake is van een tromboflebitis (een aderontsteking gepaard gaande met een trombus) in de oppervlakkige aders van meestal de borst en de voorste borstkaswand. De meest frequent aangedane aders zijn de vena thoracica lateralis en de vena thoracoepigastrica. Soms komt de aandoening voor in de arm of in de penis.
De aandoening wordt geassocieerd met trauma, chirurgische ingrepen en injecties. Ook excessieve lichamelijke inspanning zou luxerend kunnen zijn voor het optreden van deze ongewone tromboflebitis. De aandoening wordt soms ook gezien in het kader van borstkanker., Derhalve wordt in de medische wereld geadviseerd tot nadere diagnostiek bij het optreden van een dergelijke tromboflebitis, om maligne mamma-aandoeningen uit te sluiten.
Het kenmerkt zich door pijn of een gespannen gevoel en een palpabele streng in de laterale borst. Ook kan retractie van de huid optreden. De aandoening gaat vanzelf binnen zes weken over. De aandoening komt drie keer vaker voor bij vrouwen dan bij mannen.
De aandoening is vernoemd naar de Franse chirurg Henri Mondor (1885-1962), die de aandoening in 1939 voor het eerst beschreef.